# Saya Zamuraï
Pour plus de détails, voir Fiche technique et Distribution.
Saya Zamuraï (さや侍, Saya zamurai, Le Samouraï sans épée) est le troisième long-métrage du réalisateur japonais Hitoshi Matsumoto, sorti en 2012. 

## Synopsis
Dans le Japon féodal, Kanjuro Nomi, samouraï déchu, sans épée, est en fuite avec sa petite fille, Tae. Celle-ci ne cesse de le rappeler à sa dignité. Capturé par les hommes du clan du Poulpe, Kanjuro est condamné par le seigneur local aux « travaux de trente jours » : il a trente jours pour faire sourire le fils du seigneur, muet depuis la mort de sa mère, sans quoi il devra se faire seppuku. Aidé par sa fille et les deux gardiens de la prison, Kanjuro présente chaque jour une petite scène d'intention comique, où il perd encore plus en dignité, et sans résultat. À travers les pitreries, c'est l'esprit du bushi qui avec sang-froid et conviction, lance un défi à la mort et à l'oubli.
Cependant au fil des jours, sa fille et ses gardes réussissent à améliorer ses performances. Elle a l'idée de permettre au public d'entrer dans le palais pour l'encourager, et elle se faufile également dans la chambre du petit prince déprimé pour essayer de l’amadouer. Gagnant la sympathie du public et même du seigneur, le guerrier déchu devenu un clown triste retrouve le courage d'accepter son destin et après 30 jours sans réussir a charmer le petit prince, il doit effectuer l'éventration publique rituelle.
Sur le chemin de l'exécution, il a glissé une note à un moine soi-disant aveugle. Cet homme suit Tae alors qu'elle se promène inconsolable à travers le pays et le lui lit. Dans son testament, Nomi défie la mort et l'exhorte à embrasser la vie dans un monde qui continuera.

## Fiche technique
- Titre original : さや侍 (Saya zamurai?)
- Réalisation et scénario : Hitoshi Matsumoto
- Coopération au scénario : Mitsuyoshi Takasu, Tomoji Hasegawa, Kōji Ema, Mitsuru Kuramoto et Itsuji Itao
- Photographie : Ryūto Kondō
- Musique : Yasuaki Shimizu
- Montage : Yoshitaka Honda
- Pays d'origine :  Japon
- Langue originale : japonais
- Format : couleurs - 35 mm
- Genres : comédie dramatique - jidai-geki parodique
- Durée : 103 minutes[1]
- Dates de sortie :
  - Japon : 11 juin 2011[1]
  - France : 9 mai 2012[2]

## Distribution
- Takaaki Nomi : Kanjuro Nomi
- Sea Kumada : Tae, sa fille
- Jun Kunimura : le seigneur du clan du Poulpe
- Masatō Ibu : l’assistant du seigneur
- Ryō : Oryu, la joueuse de shamisen
- Rolly : Pakyun, le garçon aux pistolets
- Zennosuke Fukkin : Gori-Gori, le chiroprac-tueur
- Itsuji Itao : Kuranosuke, le garde expérimenté
- Tokio Emoto : le jeune garde
- Kazuo Takehara : le moine

## Autour du film
Saya zamuraï est le premier film en costume de Hitoshi Matsumoto, et le premier dont il n'est pas le personnage principal : le samouraï sans épée est joué par Takaaki Nomi, un marginal vivant dans le même quartier que Matsumoto. Selon le critique français Jean-François Rauger, « Comique dérisoire, slowburn dépressif caractérisent un film dans lequel l'auteur semble s'interroger sur sa propre condition d'amuseur public. »